# República Àrab Líbia
La República Àrab Líbia (àrab: الجمهورية العربية الليبية, al-Jumhūriyya al-ʿArabiyya al-Lībiyya; italià: Repubblica Araba Libica) és el nom que va rebre l'estat sorgit després de la revolució del Consell de Comandament Revolucionari Libi, liderat pel coronel Moammar al-Gaddafi, el 1969, amb l'enderrocament del rei Idris I de Líbia. Prenent com a referent el nasserisme, l'Estat impulsà un seguit de reformes estatalitzants; d'aquest temps és el lema «Llibertat, socialisme, unitat». El 1977 la República Àrab Líbia va ser succeïda per la Gran Jamahiriyya Àrab Líbia Popular Socialista, proclamada pel mateix Gaddafi.